# Wollershausen
Wollershausen er en by og kommune i det centrale Tyskland, beliggende under Landkreis Göttingen, i den sydlige del af delstaten Niedersachsen. Kommunen, der har godt 450 indbyggere (2012), er en del af amtet (samtgemeinde) Gieboldehausen.

## Geografi
I kommunen finder man (ud over hovedbyen) landsbyen Elbingen.
Wollershausen ligger i forlandet til Harzen og grænser mod syd op til det historiske landskab Eichsfeld. Floden Rhume løber gennem den sydlige del af kommunen.